# 津門稲荷町
津門稲荷町（つといなりちょう）は、兵庫県西宮市にある町丁。郵便番号は663-8247。

## 地理
東は津門大箇町、西は松原町、南は津門仁辺町、北は津門大塚町と隣接している。

## 交通

### 鉄道
鉄道は走っていない。

### バス
| 路線名         | 業者     | 起点     | 町内の停留所                     | 終点     |
| -------------- | -------- | -------- | -------------------------------- | -------- |
| 尼崎西宮線     | 阪神バス | 阪神西宮 | (池田町)-津門稲荷町-(津門大塚町) | 阪神尼崎 |
| 西宮団地線     | 阪神バス | 阪神西宮 | (池田町)-津門稲荷町-(津門大塚町) | (環状)   |
| マリナパーク線 | 阪神バス | 西宮北口 | (両度町)-津門稲荷町-(池田町)     | (環状)   |

## 校区
出典:
| 区域 | 小学校     | 中学校     |
| ---- | ---------- | ---------- |
| 全域 | 津門小学校 | 今津中学校 |

## 施設
- カルノリレンタカー兵庫西宮店
- 本門佛立宗 廣宣寺